# Funció d'Stumpff
En mecànica celeste, les funcions d'Stumpff, desenvolupades per Karl Stumpff, són utilitzades en la determinació d'òrbites fent ús de la formulació de variable universal.
La seva definició és:
{\displaystyle c_{k}(x)={\frac {1}{k!}}-{\frac {x}{(k+2)!}}+{\frac {x^{2}}{(k+4)!}}-\cdots =\sum _{i=0}^{\infty }{\frac {(-1)^{i}x^{i}}{(k+2i)!}}}
per {\displaystyle k=0,1,2,3,\ldots }
La sèrie resultant convergeix absolutament per tots els nombres reals {\displaystyle x}.
{\displaystyle x} és adimensional i està relacionada amb la variable universal {\displaystyle \chi }, també anomanada anomalia universal, de la següent manera:
{\displaystyle x=\chi ^{2}/a}
on {\displaystyle a} és el semieix major de l'òrbita del problema.